# 避寒
避寒是一種和避暑類似的行為模式，指當冬季到來時，人們移居到溫暖的地方，以避開寒冷。有些相對溫暖且生活環境良好的地方，會開發成避寒勝地，以供人們避寒，並從中賺取利益。
除了人類，一些生物也會為避開寒冷而季節性的往溫暖的地方遷徙，例如候鳥。

## 著名避寒勝地

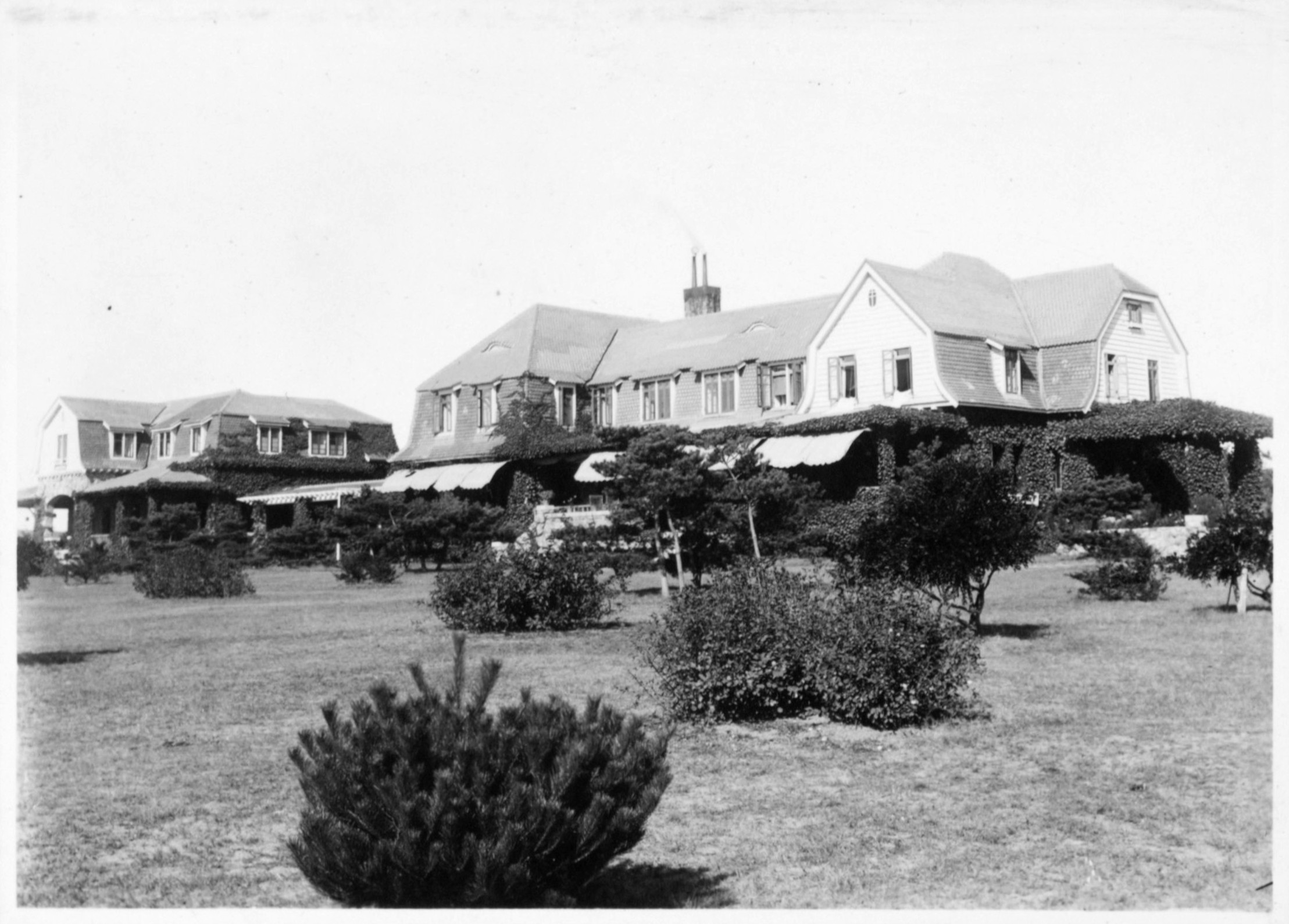
冬暖夏涼，同時兼備避寒與避暑功能的渡假山莊。

- 西雙版納：2013年中国避寒旅游城市榜第一名[2]
- 三亞：2013年中国避寒旅游城市榜第二名[2]
- 墾丁：台灣避寒度假首選[3]
- 索契：俄羅斯最溫暖的地方[4]